# Filippine ai Giochi della XXV Olimpiade
Le Filippine parteciparono ai Giochi della XXV Olimpiade, svoltisi a Barcellona, Spagna, dal 25 luglio al 9 agosto 1992, con una delegazione di 26 atleti impegnati in nove discipline.